# Dilemma
Ein Dilemma (von altgriechisch διλήμματος dilēmmatos, deutsch ‚aus zwei Sätzen bestehend‘; spätaltgriechisch als Neutrum bzw. eigenes Wort δίλημμα dílemma, deutsch ‚eine Schlussart, durch welche der Gegner von zwei Seiten, er mag zugeben oder nicht, gefangen wird‘; Plural Dilemmata oder eingedeutscht Dilemmas), auch Zwickmühle, bezeichnet eine Situation, die zwei Möglichkeiten der Entscheidung bietet, die beide zu einem unerwünschten Resultat führen. Es wird durch seine scheinbare Ausweglosigkeit als paradox empfunden. Auch der Zwang zu einer Auswahl zwischen zwei positiven Möglichkeiten kann ein Dilemma sein. Bei  drei Möglichkeiten spricht man von einem Trilemma, bei mehr als drei Möglichkeiten von einem Polylemma. Die irrige Annahme, sich in einem Dilemma zu befinden, heißt Falsches Dilemma.

## Typen
Das positive Dilemma (auch konstruktives Dilemma) führt bei jeder gewählten Entscheidung zu demselben Ergebnis.
In der Schreibweise der Booleschen Algebra lässt sich dies wie folgt darstellen:
| {\displaystyle p\Rightarrow q\land \,r\Rightarrow q\qquad \vdash p\lor r\Rightarrow q} |

(In Worten: p führt zu q; r führt zu q; p oder r führt zu q.)
Beispiel: Zwei verschiedene Therapiemethoden, die jeweils zur Genesung führen. Egal welche Methode gewählt wird – Patient wird gesund.
Das negative Dilemma (auch destruktives Dilemma) zerstört sich durch die Unmöglichkeit einer Entscheidung selbst.
| {\displaystyle p\Rightarrow q\land \,p\Rightarrow r\qquad \vdash (\neg q)\lor (\neg r)\Rightarrow \neg p} |

(In Worten: p führt zu q; p führt zu r; aus nicht-q oder nicht-r folgt nicht-p.)
Beispiel: Zwei Patienten und nur eine Dosis des Gegenmittels für deren Krankheit. Jetzt ist die Frage bzw. das Dilemma: Wem gibt man das Gegenmittel und wen lässt man sterben? (Vgl. Triage.)

## Beispiele

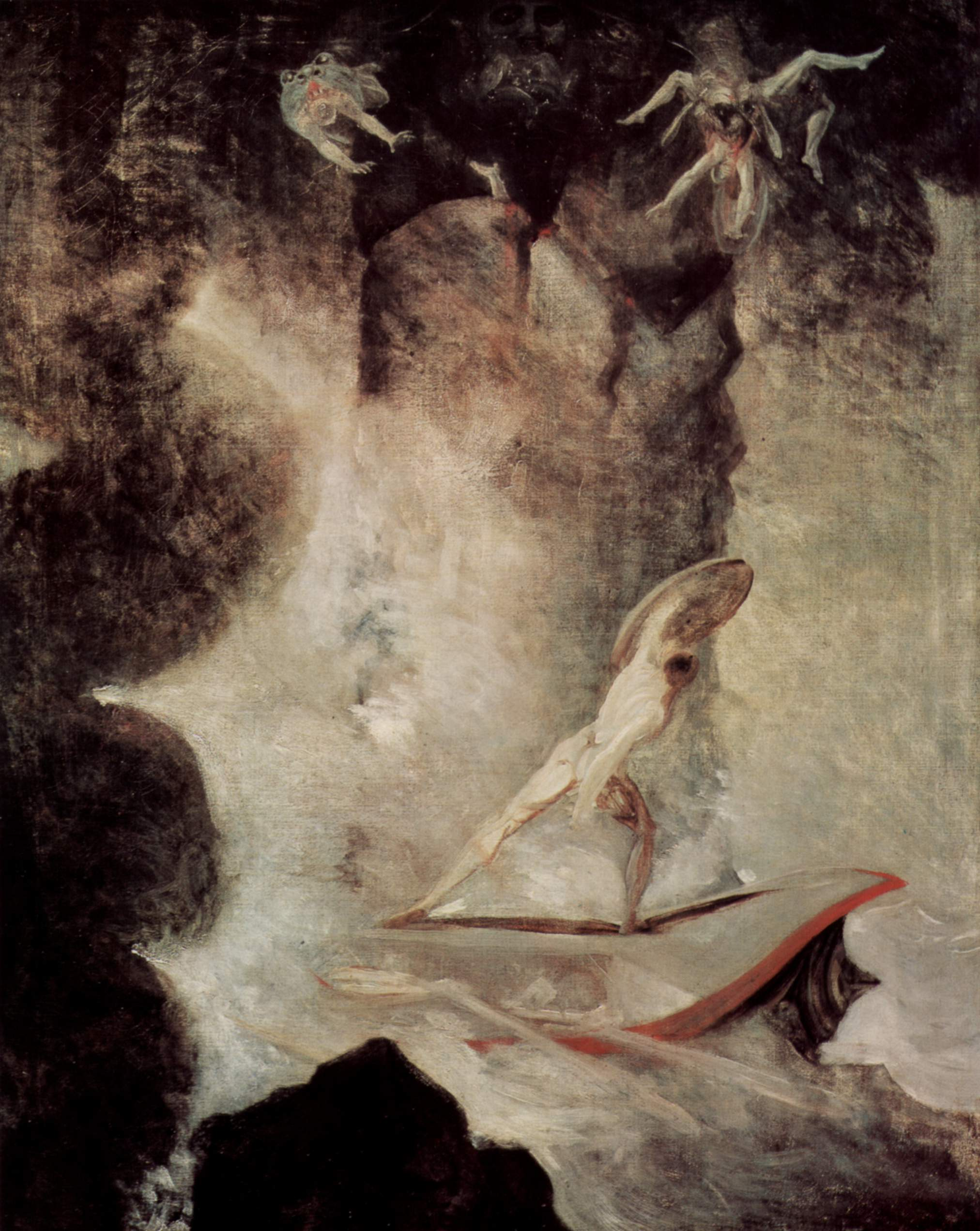
Ein klassisches Dilemma: Johann Heinrich Füssli: Odysseus zwischen Skylla und Charybdis, um 1794/96, Aargauer Kunsthaus Aarau

### Gefangenendilemma
Ein klassisches Beispiel aus der Philosophiegeschichte ist das „Gefangenendilemma“ (Original: englisch Prisoner’s dilemma): Ein Staatsanwalt schlägt zwei getrennt voneinander einsitzenden Untersuchungshäftlingen einen Handel vor. Ihnen wurde bereits eine kleinere Straftat nachgewiesen, aber eine weitere gemeinschaftlich verübte wird ihnen vorgeworfen. Schweigen beide, werden sie nur für die nachgewiesene Straftat bestraft (z. B. ein Jahr). Gesteht aber einer die bislang nicht nachweisbare Haupttat, so geht er zur Belohnung straffrei aus, während der andere eine weitaus höhere Strafe erhält (z. B. zehn Jahre). Gestehen beide, dann erhalten beide eine hohe Strafe (z. B. fünf Jahre).
Das Paradoxe ist die Divergenz zwischen individueller und sozialer Rationalität: Es ist sozial rational, wenn beide Gefangene schweigen (und nur je ein Jahr absitzen müssen). Individuell rational ist es dagegen für jeden der beiden Gefangenen, ein Geständnis abzulegen, unabhängig davon, wie der andere sich entscheidet. Wenn der andere gesteht, ist es besser, auch zu gestehen. Wenn der andere schweigt, ist es auch besser, zu gestehen. Aufsummiert erhalten beide zusammen eine Strafe von zehn Jahren.
Rational ist diese Strategie aber auch individuell nur bei einmaligem Aufeinandertreffen. Wenn die zwei Beteiligten voraussichtlich mehrmals in die gleiche Situation kommen, kann es sinnvoll sein, sich kooperativ zu verhalten und so dem Anderen einen Grund zu geben, dies ebenfalls zu tun. Das zeigte unter anderem eine Computersimulation, in der die Strategie Tit for Tat gewann.
Das Gefangenendilemma existiert in einer Vielzahl von Abwandlungen; die zugrundeliegende Systematik hat unter anderem auch in den Wirtschaftswissenschaften Bedeutung erlangt als Erklärungsmodell in der Duopol- und Spieltheorie. Sie liefert dort einen Beitrag zu Verständnis und Vorhersage des Preissetzungsverhaltens von zwei (konkurrierenden) Anbietern.

### Buridans Esel
Ein Dilemma kann sich auch daraus ergeben, dass man bei der Wahl zwischen zwei positiven Möglichkeiten keine wählen kann, weil die Wahlnotwendigkeit ein Ergebnis unmöglich macht. Klassisches Beispiel ist dabei das Dilemma von Buridans Esel, der zwischen zwei exakt gleichen Heuhaufen stand und verhungerte, da er sich mangels einleuchtenden Grundes, entweder vom linken oder vom rechten zu fressen, für keinen der beiden entscheiden konnte.

### Trolley-Problem
Eine Straßenbahn (englisch trolley) ist außer Kontrolle geraten und droht, fünf Personen zu überrollen. Durch Umstellen einer Weiche kann die Straßenbahn auf ein anderes Gleis umgeleitet werden. Unglücklicherweise befindet sich dort eine weitere Person. Darf (durch Umlegen der Weiche) der Tod einer Person in Kauf genommen werden, um das Leben von fünf Personen zu retten?